# Kazimierz Rettinger
Kazimierz Rettinger (ur. 5 listopada 1891 we Lwowie, zm. 1 stycznia 1933 w Warszawie) – porucznik Wojska Polskiego II RP, działacz niepodległościowy, kawaler Orderu Virtuti Militari, doktor praw.

## Życiorys
Urodził się 5 listopada 1891 we Lwowie, w rodzinie Zygmunta i Jadwigi z Chądzyńskich. Był starszym bratem Stefana (1984–1940), kapitana lekarza Wojska Polskiego, zamordowanego w Charkowie i Romana (1899–1958), majora lekarza Wojska Polskiego, działacza niepodległościowego.
Ukończył studia na wydziale prawa Uniwersytetu Jana Kazimierza, następnie pracował jako aplikant adwokacki. Od sierpnia 1914 w Legionach Polskich, początkowo żołnierz 2 pułku piechoty, a następnie 6 pułku piechoty LP z którym walczył podczas I wojny światowej.
Szczególnie odznaczył się 28 października 1915 pod Kamieniuchą, gdzie „pod obstrzałem nieprzyjaciela przenosił rozkazy pułkowe.”. Za tę postawę został odznaczony Orderem Virtuti Militari. 15 grudnia 1915 został mianowany chorążym piechoty, a 1 kwietnia 1917 podporucznikiem. Wiosną 1917 był przydzielony do Sądu Polowego Legionów Polskich.
Po kryzysie przysięgowym w 1917 zwolniony. W lutym 1918 został mianowany podprokuratorem przy Sądzie Okręgowym w Łodzi. Później w Warszawie. 
Od 1920 ochotnik w szeregach odrodzonego Wojska Polskiego, w składzie 6 pułku piechoty z którym walczył podczas wojny polsko-bolszewickiej.
W 1921 zwolniony z wojska, pracował ponownie w sądownictwie. 8 stycznia 1924 został zatwierdzony w stopniu porucznika ze starszeństwem z 1 czerwca 1919 i 508. lokatą w korpusie oficerów rezerwy piechoty. W 1926 przeszedł do adwokatury. Był członkiem Związku Adwokatów Polskich. W 1931 został mianowany notariuszem.
Zmarł 1 stycznia 1933 w Szpitalu Ujazdowskim w Warszawie z powodu gruźlicy płuc i krtani. 4 stycznia 1933 został pochowany na cmentarzu na Powązkach.
Żonaty z Zofią z Laskowskich, z którą miał dwoje dzieci: Barbarę (ur. 27 lipca 1922) i Andrzeja (ur. 19 kwietnia 1924)

## Ordery i odznaczenia
- Krzyż Srebrny Orderu Wojskowego Virtuti Militari nr 6382 – 17 maja 1922[17][18][19]
- Krzyż Niepodległości – 10 grudnia 1931 „za pracę w dziele odzyskania niepodległości”[20][21][22]